# Folke Tegetthoff
Folke Tegetthoff (* 13. Februar 1954 als Folke Gillming in Graz) ist ein österreichischer Schriftsteller und Erzähler.

## Leben
Folke Tegetthoff, der seinen Nachnamen zur Erinnerung an seinen Verwandten, den österreichischen Admiral Wilhelm von Tegetthoff, annahm, studierte mehrere Semester Medizin und Pädagogik.
Von 1977 bis 1978 hielt sich Tegetthoff in Spanien auf und danach von 1978 bis 1979 in Hamburg. Im Jahr 1979 erschien sein erstes Buch (Der schöne Drache); gleichzeitig hatte er seinen ersten Auftritt als Märchenerzähler. Seitdem hatte Tegetthoff als Erzähler mehr als 4000 Gastspiele auf allen Kontinenten. Gastspiele führten ihn auch an die Universitäten  Al-Ahzar in Kairo, University of Jerusalem, Sophia University in Tokio und Stanford University in San Francisco.
In seinen Märchen vereint Tegetthoff klassische Elemente mit einem neuen Märchenstil. Er schreibt für Kinder genauso wie für Jugendliche, sein Hauptaugenmerk aber liegt bei Märchen für Erwachsene. Bekannt wurden Liebesmärchen, im deutschsprachigen Raum knapp 300.000-mal verkauft, Kräutermärchen, Fabelland des Eises – Ein Märchentagebuch.
2012 erschien sein erstes Sachbuch Wie man in 3 Sekunden glücklich wird. Handbuch zur Verwirklichung von Träumen, basierend auf seinem Erzählvortrag Die Schule des Zuhörens.
Bis 2014 erschienen 42 Bücher in einer Gesamtauflage von rund 1,4 Millionen Exemplaren. Übersetzungen erfolgten in zahlreiche europäische und außereuropäische Sprachen.
Tegetthoff lebt mit seiner Frau Astrid und seinen vier Kindern in einem ehemaligen Kloster in der Südsteiermark und in Piran (Slowenien). Er ist der Bruder des Sängers Jonny Hill.

## Konzeptionist
Im Juni 1997 entstand im Klostergarten zu Sankt Georgen an der Stiefing die Idee zur Schaffung des ersten Themenparks zum Thema Hören: SounTopia – Land of Sound and Music. Seitdem widmete sich Tegetthoff bis 2002 ausschließlich der Realisierung dieses Projektes.
- 1999: Gründung der Wonderworld of Music (WWoM) GmbH.
- 2000: Verkauf von 80 % der Anteile an Investoren (Siemens, Telekom, STRABAG–Bauholding AG und 5 privaten Investoren).
- 2000: Viermonatiger Studienaufenthalt in den USA zur Entwicklung des ersten Masterplanes mit einem der weltbesten Projektentwickler Jack Rouse (Cincinnati).
- 2002: Unterfertigung des Vertrages über ein Grundstück in der Nähe von Salzburg.
- 2002: Übernahme von 90 % der Anteile der WWoM GmbH. durch die STRABAG BAUHOLDING, 10 % weiterhin Folke Tegetthoff.
- 2002: Auftrag zur Konzipierung einer Erlebniseinrichtung für ein Schloss in Oberösterreich.
- 1990: Gründung der Edition Neues Märchen Verlags GmbH.
- 1995: Gründung der Wonderworld LLC, Louisville, KY, USA.
- 2002: Gründung der Wonderworld of Words GmbH. (als 100 % Tochter der Edition Neues Märchen GmbH., die von nun an nur noch als Rechteverwaltungs-GmbH. fungiert).

## Auszeichnungen
2014 wurde er mit dem Buchliebling in der Kategorie Hörbuch für Was ich alles kann. Eine musikalische Märchenreise um die ganze Welt ausgezeichnet.

## Sonstiges
Im Jahr 1986 wurde an der Murray State University in Kentucky das weltweit erste Archiv über seine Arbeit eröffnet. Akademische Arbeiten über sein Werk erschienen in Österreich, Slowakei und Tschechien.
Im Jahr 1997 gründete Tegetthoff die Wonder World LLC, USA – Fantasy Company. Diese ist verantwortlich für die internationale Vermarktung seiner Ideen und Projekte wie dem Themenparkprojekt: „SounTopia - Land of Sound and Music“.
Tegetthoff ist Organisator vom Erzählkunstfestival, fabelhaft!Niederösterreich, das seit 2007 alljährlich stattfindet (Nachfolgefestival von Grazerzählt).
2007 gestaltete er mit seinem Konzept "Six Tales of Time" die Linzer Klangwolke.

## Werke

### Bücher
- Der schöne Drache, Spectrum Verlag, Stuttgart 1979
- 13 und 1, Herold Verlag, Stuttgart 1979
- Die Schlabberschlobbs, Spectrum Verlag, Stuttgart 1980
- Eines Tages war es nicht mehr so..., Horizon Press, Graz 1980
- Joki und seine Freunde, Mangold Verlag, Graz 1980
- Wie ein Geschenk auf flacher Hand – Liebesmärchen, Spectrum Verlag, 1981
- Pan Tau Band 1, Schneider Verlag, München 1986
- Pan Tau Band 2, Schneider Verlag, München 1986
- Alle Abenteuer des Pan Tau, Schneider Verlag, München 1986
- Das rot-weiß-rote Wolkenschiff, Bundesverlag, Wien Hrsg. 1986
- Von meinem Zwerg, Schneider Verlag, München 1986
- Wenn Märchenhexen hexen, Schneider Verlag, München 1987
- Der Mühlenelf, Schneider Verlag – ARD 1987
- Wenn Riesen lieben, Ueberreuter Verlag, Wien 1988
- Kräutermärchen Band 1, Ueberreuter Verlag, Wien 1988
- Kräutermärchen Band 2, Ueberreuter Verlag, Wien 1989
- Der Märchenmaskenball, Mangold Verlag, Graz 1989
- Der Kaufmann, Mangold Verlag, Graz 1989
- Gott ist überall zu Hause, ENEM GmbH, St.Georgen 1990
- Märchenbriefe, ENEM GmbH, St.Georgen 1990
- Fairy tales – Märchen, ENEM GmbH, St.Georgen 1990
- Nesch-Nesch, ENEM GmbH, St.Georgen 1990 (übers.)
- Alle Kräutermärchen, ENEM GmbH, St.Georgen 1991
- Reisemärchen, ENEM GmbH, St.Georgen 1991
- Elektronisches Märchen, ENEM GmbH, St.Georgen 1991
- Katja und die Gespenster, ENEM GmbH, St.Georgen 1992
- Liebesmärchen, ENEM GmbH, St.Georgen 1992
- Pan Tau Collection, ENEM GmbH, St.Georgen 1993
- Politiker erzählen Märchen, ENEM GmbH, St.Georgen 1993, Hrsg.
- Liebesmärchen, Residenz Verlag, Salzburg 1994
- Reisemärchen, Residenz Verlag, Salzburg 1994
- Kräutermärchen, Residenz Verlag, Salzburg 1994
- Gott ist überall zu Hause, Residenz Verlag, Salzburg 1994
- Von meinem Zwerg, Residenz Verlag, Salzburg 1994
- Märchenbriefe, Residenz Verlag, Salzburg 1995
- Alles Märchen, Residenz Verlag, Salzburg 1995
- Das Fabelland des Eises, Residenz Verlag, Salzburg 1995
- Till und Hodscha, Residenz Verlag, Salzburg 1996
- Liebesmärchen, Nymphenburger, München 1997
- Der Mühlenelf, Lenz Verlag, München 1997
- Kräutermärchen, Nymphenburger, München 1998
- Liebesmärchen, TB Knaur 1999
- Tales from Heaven, Nymphenburger, München 2002
- Die schönsten Märchen, Ueberreuter Verlag, Wien/München 2004
- Neue Märchen für Europa, Ueberreuter Verlag, Wien/München 2004
- Neue Kräutermärchen, Nymphenburger, München 2005
- Roberto Spazzo. G & D Verlag, Wien 2007
- Das wahre Märchen eines Fürstenhauses. Esterhazy, 2007
- Ein Märchen der Natur. Lenzing, 2008
- Pan Tau. Ravensburger Verlag, 2009
- Der Baum des Lebens. KWB, 2009
- Die Bewunderung der Welt. Haymon Verlag, 2009
- Alles Liebe. Haymon Verlag, 2011
- Was ich alles kann, sagt die Kuh. Annette Betz Verlag, 2011
- "Wie man in 3 Sekunden glücklich wird – Handbuch zur Verwirklichung von Träumen." Haymon TB Verlag, 2012
- "Sagen aus Niederösterreich – Reloaded" Tyrolia Verlag, 2014
- Fleisch, woher kommst denn du? 2017

### Aufnahmen

#### CD/MC
- Der Geschichtenerzähler, Ariola, 1996
- Die Zauberkugel, Ariola, 1996
- Alles Märchen, Ariola, 1996
- Der Mühlenelf, ENEM GmbH, 1998
- Fabelland des Eises, ENEM GmbH, 2001
- Dreizehn, Casinos Austria, 2004
- Die schönsten Märchen, Komplett-Media, München 2005
- Neue Liebesmärchen für Europa, Komplett-Media, München 2005
- Liebesmärchen, Komplett-Media, München 2005
- Six tales of time, Linzer Klangwolke 2007
- Kräutermärchen, Langenmüller, 2007
- Wie man in 3 Sekunden glücklich wird, edition O, 2013
- Die schönsten Feriengeschichten, edition O, 2013
- Die schönsten Adventgeschichten, edition O, 2013
- Die schönsten Schulgeschichten, edition O, 2013
- Nö Sagen reloaded, Tyrolia Hörbuch, 2014

#### VIDEO/DVD
- Das Märchen lebt!, SR Video, 1989
- Graz erzählt 1998, ENEM GmbH, 1998
- Graz erzählt 1999, ENEM GmbH, 1999
- Graz erzählt 2000, ENEM GmbH, 2000
- Graz erzählt 2001, Steiermark 1, 2001
- Nacktes Märchen, DVD WoW, 2004
- Die Lange Nacht der Märchenerzähler, DVD SalondeLuxe, 2006

## Projekte (Auswahl)
- The Piran Concept, Idee, Konzept, Text. Touristic Storytelling Concept for the Slovenian coast region, 2013
- Med Forschung, Idee, Konzept. Fund-raising und Marketing-Konzept. MedUni Graz, 2014
- MAGIC OF VOICES, Idee, Konzept, Text und Sprache. Hörerlebnis für Infotainmentcenter in Ryadh, Saudi-Arabien, 2013
- VULCANA – Konzept, Text & Sprache Einführungsvideo der Ersten Schinkenerlebniswelt VULCANO, 2012
- BERGSOMMER – Storytelling Konzept, Text, Tirol Tourismus, 2010
- FORUM LESEN – Betriebskonzept für ein NÖ Kompetenzzentrum Lesen 2009
- SIX TALES OF TIME – Die Linzer Klangwolke 2007
- SounTopia – Land of Sound and Music: Weltweit erster Themenpark zum Thema Musik und Klang
- Gössl: Unternehmensstrategie für den renommiertesten Trachtenhersteller Österreichs
- Kunsthaus Graz: Märchen & Performance zur Grundsteinlegung März 2002
- Himmel über Wien: Planeten-Märchen und Performance im Rahmen des Osterklanges Wien
- Die lange Nacht der Märchenerzähler: Märchenfestival 1988–1996
- GRAZERZÄHLT: Europas größtes Erzählkunstfestival 1997–2006
- fabelhaft!Niederösterreich: Fortführung des Erzählkunstfestivals 2007 -
- Kapt'n Kano: Entwicklung und Realisierung eines kreativen Kinderprogramms (Magazin & Performance) für die größte österreichische Bank, BANK AUSTRIA
- Welttournee des Märchens: Längste und umfangreichste Tournee der Literaturgeschichte von 1982-1984
- Edition Neues Märchen Verlags GmbH.: Gründung eines Verlages, erster Verlag weltweit mit einem Hauptsponsor (APPLE Computer, von 1990-1992)